# Ausztrál alkotmányos válság 1975-ben
Az 1975-ös ausztrál alkotmányos válság, vagy közismert nevén a Menesztés Ausztrália történetének legnagyobb politikai és alkotmányos válsága volt.

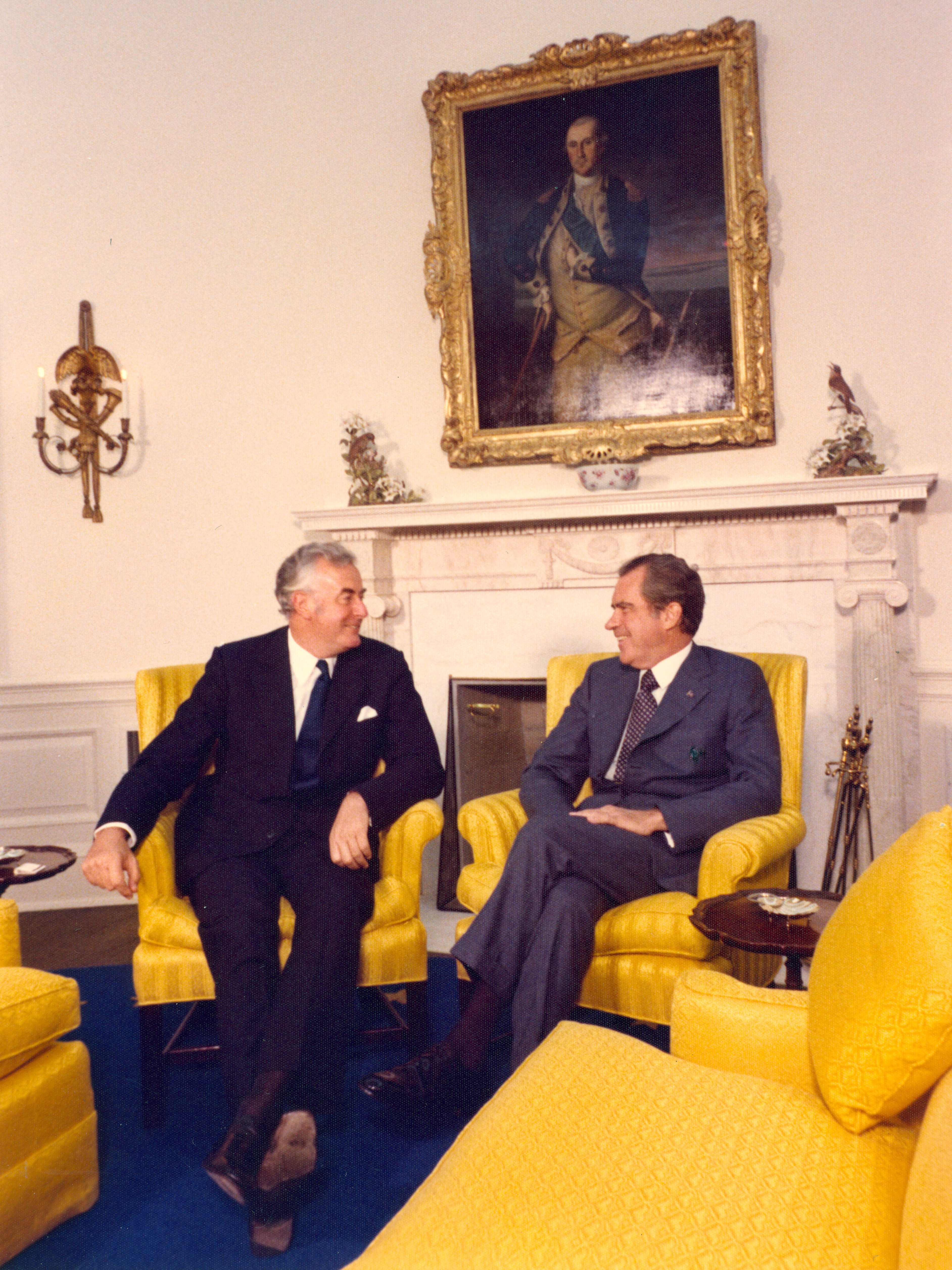
Gough Whitlam miniszterelnök (balra) Richard Nixon amerikai elnökkel

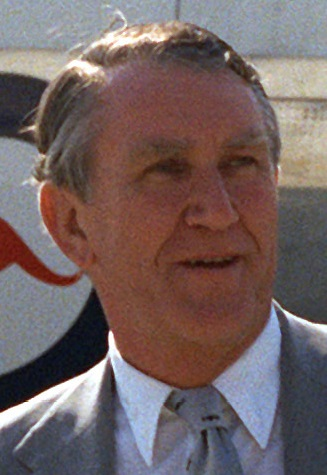
Malcolm Fraser

Csúcspontját 1975. november 11-én érte el, amikor Sir John Kerr főkormányzó elmozdította hivatalából Gough Whitlam munkáspárti (ALP) miniszterelnököt, és a helyébe Malcolm Frasert, az ellenzék liberális vezérét nevezte ki ügyvezető miniszterelnöknek.
A Whitlam-kormányt 1972-ben választották meg, szűk többséggel a képviselőházban, miközben a szenátust az ellenzék ellenőrizte. 1974-ben újabb választásokat tartottak, de ezek nem sok változást eredményeztek. A Whitlam-kormány számos új politikát és programot vezetett be, de botrányok és melléfogások tépázták. 1975 októberében az ellenzék szenátusi többségével élve elhalasztotta bizonyos ráfordítási törvények elfogadását, amelyek kormányzati kiadásokat finanszíroztak volna és a képviselőház már elfogadta őket. Az ellenzék ragaszkodott hozzá, hogy továbbra is meg fogja akadályozni a törvények elfogadását, hacsak Whitlam nem ír ki képviselőházi választásokat. Kerr főkormányzót - aki az államfői teendőket töltötte be - arra biztatták, hogy menessze Whitlamat, ha nem enged a követelésnek. Whitlam azt hitte, Kerr nem fogja elmozdítani, és a főkormányzó semmit nem tett, ami az ellenkezőjére utalt volna.
1975. november 11-én Whitlam arra készült, hogy kiíratja a Szenátus felének választásait és így vet véget a patthelyzetnek. Ehhez Kerr hozzájárulása is kellett, és amikor ezért elment hozzá, a fökormányzó a kérése teljesítése helyett őt magát menesztette és röviddel később Frasert nevezte ki a helyébe. Mielőtt a Munkáspárt összes képviselője egyáltalán értesülhetett volna a változásról, Fraser és szövetségesei gyorsan megszavaztatták a ráfordítási törvényeket, Kerr pedig feloszlatta a parlamentet, a dupla feloszlatás ritka eszközéhez nyúlva, hogy választásokat tarthassank. A következő hónapban tartott választásokon Fraser liberálisai és szövetségeseik, a mai Ausztrál Nemzeti Párt elődje stabil kormányzótöbbséget szereztek.
A Menesztés eseményeit kevés alkotmányos változtatás követte. A Szenátus megőrizhette jogát a ráfordítási törvények blokkolására, a főkormányzó pedig a miniszterelnök eltávolítására. Ezeket a jogokat azonban azóta sohasem használták kormány távozásra kényszerítésére. Kerrt eljárásáért a munkáspártiak keményen kritizálták. Korán lemondott, és az életőbl hátralévő idő javát külföldön töltötte (1991-ben hunyt el).

## További olvasmányok
- Markwell, Donald. Constitutional Conventions and the Headship of State: Australian Experience. Connor Court (2016). ISBN 9781925501155
- Hocking, Jenny (2012), Gough Whitlam: His Time, The Miegunyah Press, ISBN 978-0-522-85793-1
- Smith, Sir David (2005), The Head of State, Macleay Press, ISBN 978-1-876492-15-1

## Külső hivatkozások
- Statement from John Kerr (dated 11 November 1975) explaining his decisions.
- Australian Biography – Malcolm Fraser, part 6 and Australian Biography – Malcolm Fraser, part 7, a 1994 interview in which Fraser gives his perspective on his actions.
- Official site of the The Whitlam Institute – contains many news reports and speeches from the time under "Whitlam Government" tab.
- The Malcolm Fraser Collection at the University of Melbourne
- whitlamdismissal.com – privately maintained web site with background, source documents and audio/video clips.
- Video clip of Norman Gunston at 'The Dismissal'. YouTube
- Listen to an excerpt of Gough Whitlam's 'Kerr's Cur' speech on australianscreen online

## Fordítás
Ez a szócikk részben vagy egészben  a(z)   1975 Australian constitutional crisis című angol Wikipédia-szócikk ezen változatának fordításán alapul.  Az eredeti cikk szerkesztőit annak laptörténete sorolja fel. Ez a jelzés csupán a megfogalmazás eredetét és a szerzői jogokat jelzi, nem szolgál a cikkben szereplő információk forrásmegjelöléseként.